# Padangrella jacobsoni
Padangrella jacobsoni is een hooiwagen uit de familie Sclerosomatidae.